# Chamaedorea subjectifolia
Chamaedorea subjectifolia är en enhjärtbladig växtart som beskrevs av Donald R. Hodel. Chamaedorea subjectifolia ingår i släktet Chamaedorea och familjen Arecaceae.
Artens utbredningsområde är Panamá. Inga underarter finns listade i Catalogue of Life.